# Peter Čerešňák
Peter Čerešňák, född 26 januari 1993 i Trencin i Slovakien, är en slovakisk professionell ishockeyspelare som spelar för tjeckiska HC Dynamo Pardubice.